# Tessaradoma sinulabiata
Tessaradoma sinulabiata is een mosdiertjessoort uit de familie van de Tessaradomidae. De wetenschappelijke naam van de soort is voor het eerst geldig gepubliceerd in 1986 door David & Pouyet.